# Eurygnathella latreillei
Eurygnathella latreillei is een keversoort uit de familie loopkevers (Carabidae). De wetenschappelijke naam van de soort is voor het eerst geldig gepubliceerd in 1834 door Laporte de Castelnau.